# SS Cieszyn
SS Cieszyn – polski drobnicowiec, zwodowany w roku 1931 w Danii, zatopiony w roku 1941 przez samolot niemiecki.

## Historia
Statek został zbudowany w stoczni Nakskov Skibsvaerft A.S. w Nakskov w Danii na zamówienie przedsiębiorstwa Żegluga Polska, wraz z bliźniaczym statkiem SS Śląsk. Założenia techniczno-eksploatacyjne statków zostały opracowane przez stronę polską, przy udziale dyrektora Żeglugi Polskiej Juliana Rummla. Statki miały być większe od dotychczasowych statków tego armatora (SS Tczew i SS Chorzów) oraz dostosowane do zimowej żeglugi w lodach, do portów fińskich, dzięki dziobnicy lodołamaczowej (czyli podciętemu dziobowi), która umożliwiała im żeglugę w lodowej krze. Cena kontraktowa za statek wynosiła 38.523 funtów szterlingów. Budowa na pochylni trwała zaledwie ok. 2 miesięcy, a wykończenie dalsze dwa. Statek wodowano 23 grudnia 1931, a przejęto go i podniesiono polską banderę już 18 lutego 1932.

## Służba
"Cieszyn" przeznaczony był przede wszystkim do połączeń z Finlandią, choć eksploatowany był także na liniach zachodnioeuropejskich, głównie do Antwerpii. Po wejściu do służby był jednym z najnowocześniejszych statków polskich, lecz zyskał opinię pechowego, z powodu kilku awarii. 1 kwietnia 1932 podczas złej pogody wszedł na skały koło wyspy Utö na Bałtyku i uszkodził dno. Po ściągnięciu statku ze skał, remont dna w Turku trwał do 20 maja. Doprowadziło to do zmiany kapitana statku. W marcu 1933 doszło do kolizji koło latarniowca "Elbe 2", po czym naprawiano go w Antwerpii. Płynąc z Tallinna do Helsinek, 28 lutego 1934 przy sztormie i zalodzeniu został zniesiony z wąskiego toru wodnego i ponownie wpadł na skały koło fińskiego portu Ronskar (z uwagi na krótką trasę, na której w zimie nie kursowały małe statki, "Cieszyn" przewoził wówczas nadkomplet pasażerów 49 osób). Statek doznał poważnych uszkodzeń dna i dopiero 9 marca zdjęto ze skał, po czym wyremontowano w Helsinkach do 10 maja. Ponownie zmieniono po tym zdarzeniu kapitana statku. 
W chwili wybuchu II wojny światowej "Cieszyn" znajdował się w Antwerpii. Początkowo kursował między Anglią a Francją i Portugalią, transportując głównie węgiel do Francji, a z powrotem zboże. W pierwszej podróży w składzie konwoju, doszło w ciemności do przecięcia się tras dwóch konwojów i kolizji "Cieszyna" z angielskim parowcem "Harmonic". Uszkodzenia usunięto w Cherbourgu. W maju 1940 z innymi polskimi statkami został oddany do dyspozycji Francuskiej Misji Morskiej i w efekcie w chwili upadku Francji 22 czerwca 1941 znalazł się w rzecznym porcie w Kaolacku w ówczesnej Francuskiej Afryce Zachodniej, skąd miał wziąć orzeszki ziemne. Wczesnym rankiem 9 sierpnia 1940 wraz z SS Śląsk uciekł z Kaolacku, odległego o 70 mil od otwartego morza, unikając internowania. Kapitan Hilary Mikosza i sześciu członków załogi zostało za tę akcję następnie odznaczonych. Oba statki przeszły do brytyjskiego portu Bathurst w Gambii. 
Planowano użyć "Cieszyn" do specjalnej misji wywiezienia zapasów polskiego złota, wywiezionych do Francji i magazynowanych w fortach pod Dakarem, po planowanym zdobyciu Dakaru przez siły brytyjskie i Wolnej Francji (operacja Menace, 23-23 września 1940), lecz operacja ta nie powiodła się. Po odbyciu kilku rejsów między portami Afryki zachodniej w dyspozycji Brytyjczyków, skierowano "Cieszyn" z ładunkiem orzeszków ziemnych do Wielkiej Brytanii, gdzie dotarł samotnie, nie atakowany, 13 stycznia 1941.
W lutym statek dostarczył z Londynu do Falmouth zwoje podwodnego kabla telefonicznego. 20 marca 1941 "Cieszyn" wyszedł samotnie z Falmouth w drodze do Glasgow, gdzie miał spotkać się z konwojem, lecz około 19.50 został zatopiony przez dwa niemieckie bombowce Dornier w pobliżu Falmouth u wybrzeży Anglii. Załoga uratowała się w szalupie.
Losy "Cieszyna" zostały opisane pod fikcyjną nazwą "Bielsk" w książce Arkadego Fiedlera Dziękuję ci kapitanie.

## Opis
Statek posiadał dwa pokłady i trzy ładownie (dwie przed centralną wyspą nadbudówek i jedna za nią), a wzmocnienia przeciwlodowe i specjalny kształt dziobu oraz rufy umożliwiały eksploatację w trudnych warunkach zimowych. Kadłub był nitowany. Miał 12 miejsc pasażerskich w dwuosobowych kabinach i jedną komfortową kabinę armatorską. 

## Kapitanowie
- 1932 - Anatol Kniaziew
- 1932-1934 - Władysław Haremza
- 1934-? - Stanisław Szworc
- ?-1940 - Tadeusz Meissner
- 1940 - Jan Ćwikliński
- 1940-1941 - Hilary Mikosza